# Islam en Islas Marshall
Islam en Islas Marshall lo forman miembros de la Comunidad Ahmadía. Según un informe de 2009, había alrededor de 10 musulmanes en las Islas Marshall, aunque datos más recientes indican que hay unos 150 creyentes en el país.

## Historia
El Islam entró en el país en la década de 1990, cuando la comunidad Ahmadía envió misioneros fiyianos al país. La comunidad ahmadía tuvo desde sus orígenes, una clara voluntad misionera; su fundador, Mirza Ghulam Ahmad, decidió replicar los métodos de los misioneros cristianos en la India. Esto explica que los ahmadía sean responsables de la construcción de las primeras mezquitas en muchos países, por ejemplo, Alemania.
En 2001, la religión fue reconocida oficialmente por el país y en 2012, la comunidad construyó la primera mezquita de las Islas Marshall, llamada Baitul Ahad, en la ciudad de Uliga, en la costa este del atolón de Majuro. Mientras que Majuro tiene la única mezquita en las Islas Marshall, las comunidades musulmanas de Ahmadía existen en atolones de todo el país.

## Comunidad moderna
Los musulmanes ahmadíes han tenido una presencia creciente en las Islas Marshall durante varios años. Sin embargo, no fue hasta 2012, cuando la comunidad musulmana decidió construir la única mezquita de las Islas Marshall, que comenzó a atraer la atención de figuras religiosas y políticas. A la luz de la opinión pública desfavorable sobre el islam en general, el derecho de la comunidad musulmana a existir en unas Islas Marshall abrumadoramente cristianas fue cuestionado en varias sesiones de transmisión en directo en el Parlamento de las Islas Marshall. Esto fue a pesar de que la Constitución de las Islas Marshall garantiza la libertad religiosa.
Los musulmanes ahmadíes juegan un papel activo en la vida de los habitantes locales, trabajando con grupos juveniles isleños, el Ministerio de Salud y a través de la fundación benéfica internacional Humanity First.